# Ancylotrypa decorata
Espèce
Synonymes
- Aporoptychus decoratus Lessert, 1938

Ancylotrypa decorata est une espèce d'araignées mygalomorphes de la famille des Cyrtaucheniidae.

## Distribution
Cette espèce est endémique du Congo-Kinshasa.

## Publication originale
- Lessert, 1938 : Araignées du Congo belge (Première partie). Revue de Zoologie et de Botanique Africaines, vol. 30, p. 424-457.